# Straße der Monumente
Die Straße der Monumente ist ein auf Initiative des Stadtgeschichtlichen Museums Leipzig im Jahr 2008 gegründetes Netzwerk deutscher Denkmale und Erinnerungsorte in Mittel- und Ostdeutschland. Das Ziel des Netzwerks ist es „die Erinnerungsorte als einstige Brennpunkte der Vergangenheit enger zu vernetzen und über gemeinsame Marketingmaßnahmen als Gesamtheit stärker erfahrbar zu machen“.
Zur Straße der Monumente gehören zurzeit folgende sieben Denkmale: das Hermannsdenkmal in Detmold, das Kaiser-Wilhelm-Denkmal an der Porta Westfalica (beide in Nordrhein-Westfalen), das Kyffhäuserdenkmal in Steinthaleben und die Wartburg bei Eisenach (beide in Thüringen), das Marine-Ehrenmal Laboe (Schleswig-Holstein), die Berliner Siegessäule und das Völkerschlachtdenkmal in Leipzig (Sachsen).

## Die Denkmale

### Hermannsdenkmal

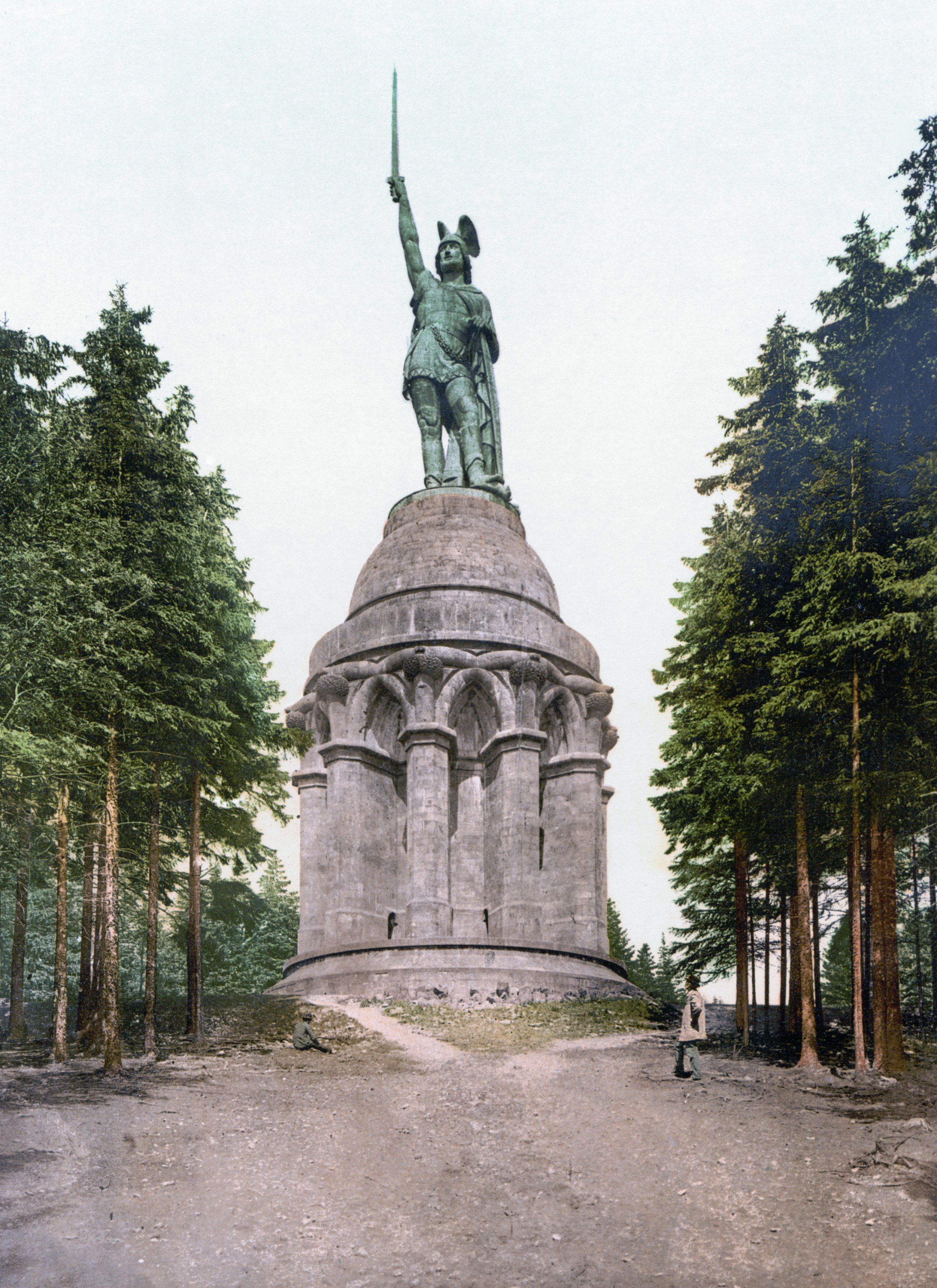
Ansicht um 1900

Das Hermannsdenkmal befindet sich in der Nähe von Hiddesen bei Detmold im südlichen Teutoburger Wald.

Es soll an den Cheruskerfürsten Arminius und die so genannte Schlacht im Teutoburger Wald erinnern, in der germanische Stämme unter Führung von Arminius (lateinisch; in deutsch: Hermann, Armin und auch Irmin (Alt-Niederdeutsch)) den römischen Legionen XVII, XVIII und XIX unter Publius Quinctilius Varus im Jahre 9 n. Chr. eine vernichtende Niederlage beibrachten.

Mit dem Bau des insgesamt 53,46 Meter hohen Hermannsdenkmals wurde 1838 begonnen. 1846 wurde der Sockel des Denkmals fertiggestellt. In der Reaktionsphase nach der Revolution von 1848 ruhte der Bau bis 1863. Erst mit der Gründung des Deutschen Reiches nach dem Deutsch-Französischen Krieg (1870–1871) wurde das Denkmalsprojekt wieder populär. Sowohl der neue deutsche Reichstag als auch der Kaiser Wilhelm I. ermöglichten schließlich mittels Großspenden 1875 die festliche Einweihung des Baus.

### Kaiser-Wilhelm-Denkmal

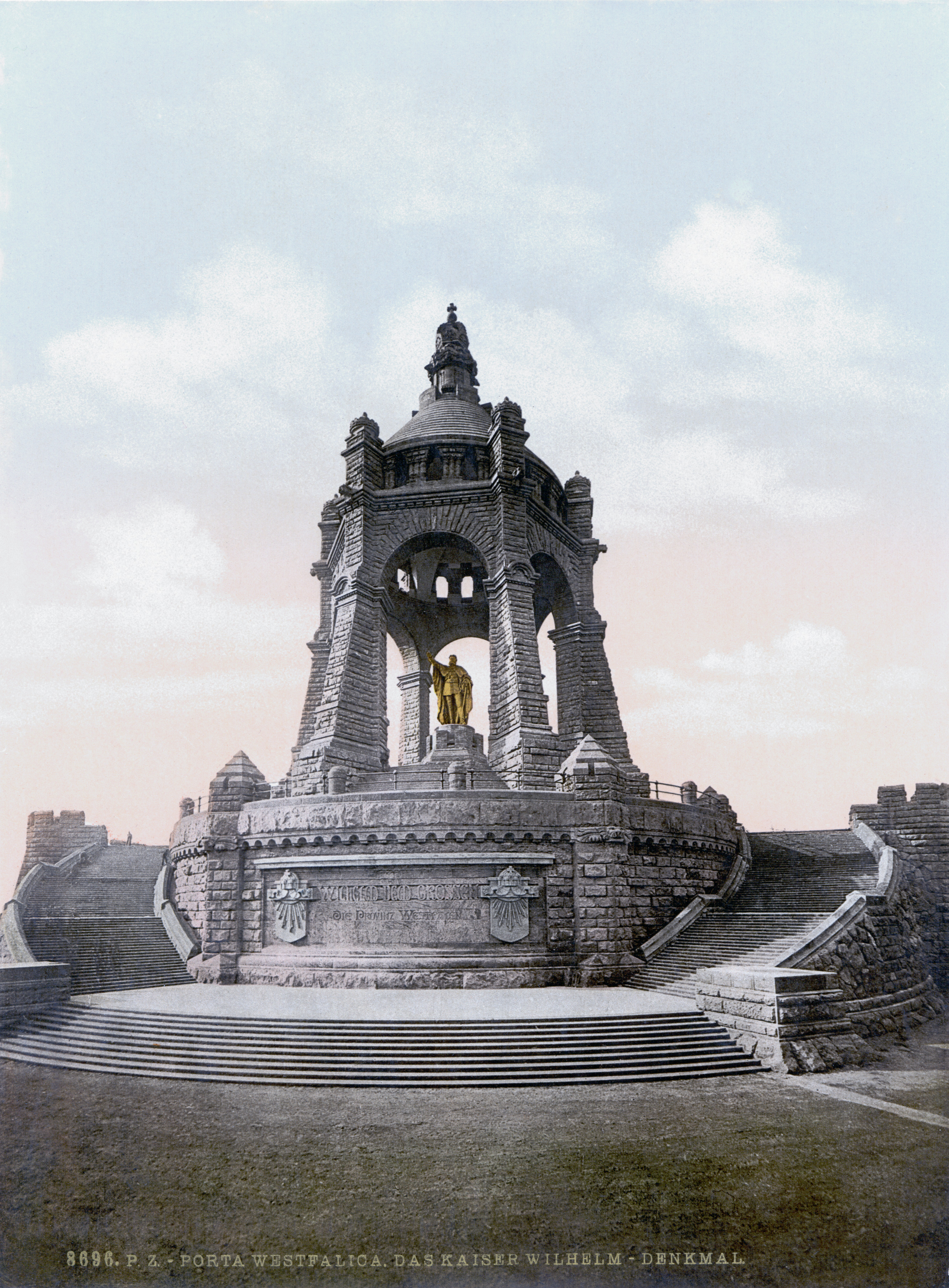
Ansicht um 1895

Das Kaiser-Wilhelm-Denkmal wurde zu Ehren von Kaiser Wilhelm I. durch die damalige preußische Provinz Westfalen 1892–1896 an der Ostflanke des Wittekindsberges an der Porta Westfalica errichtet. Architekt des Denkmals war Bruno Schmitz. Das Kaiserstandbild entwarf der Bildhauer Kaspar von Zumbusch.

### Kyffhäuserdenkmal

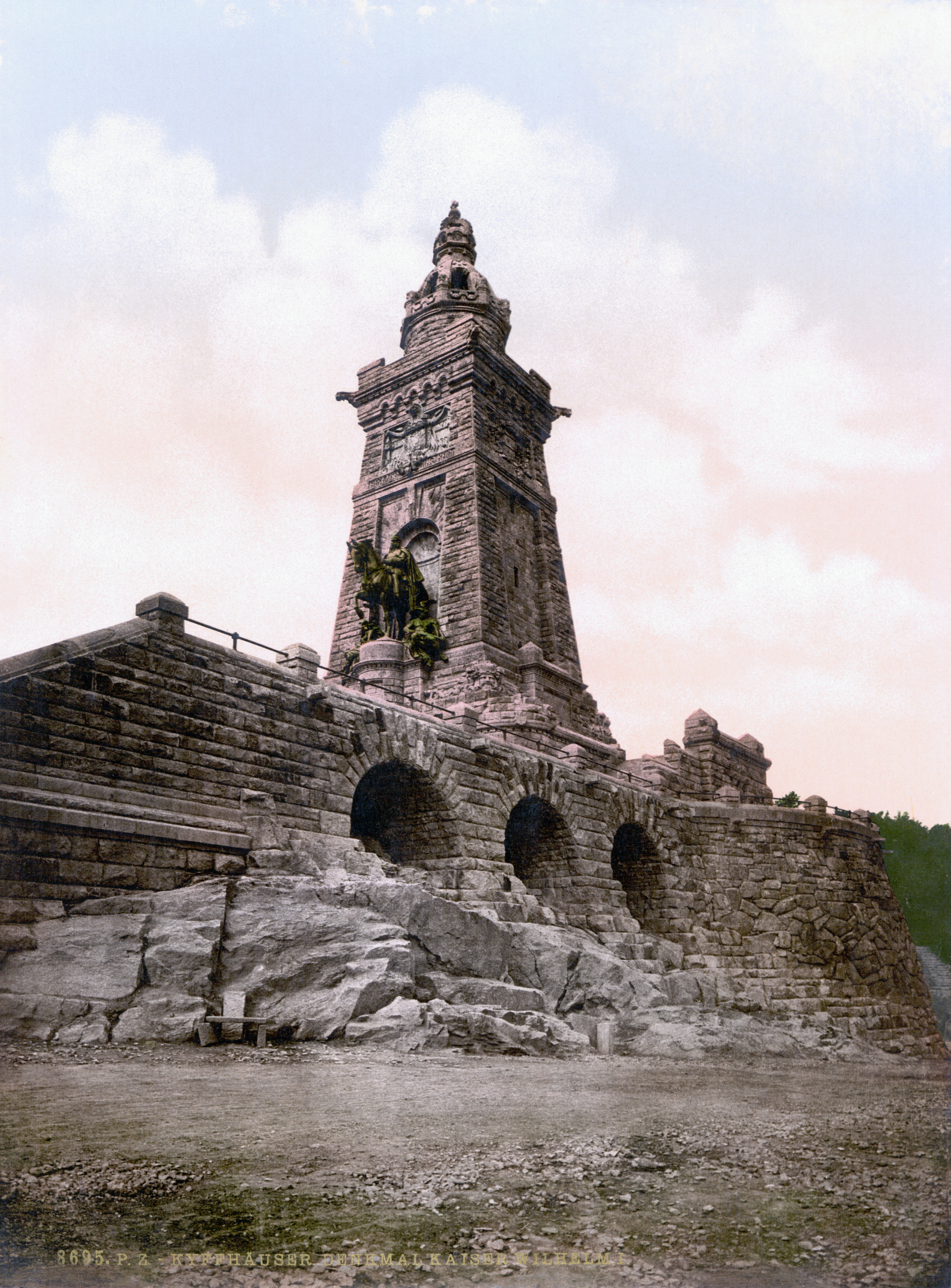
Ansicht von 1900

Das Kyffhäuserdenkmal, auch Barbarossadenkmal oder Kaiser-Wilhelm-Denkmal, ist ein Kaiser-Wilhelm-Denkmal auf der Kuppe des Kyffhäuserberges am östlichen Rand der ehemaligen Reichsburg Kyffhausen. Es liegt in der Gemarkung von Steinthaleben bei Bad Frankenhausen und wurde 1890 bis 1896 auch zu Ehren von Kaiser Wilhelm I. errichtet. Es ist nach dem Völkerschlachtdenkmal in Leipzig und dem Kaiser-Wilhelm-Denkmal an der Porta Westfalica das drittgrößte Denkmal Deutschlands.

### Marine-Ehrenmal

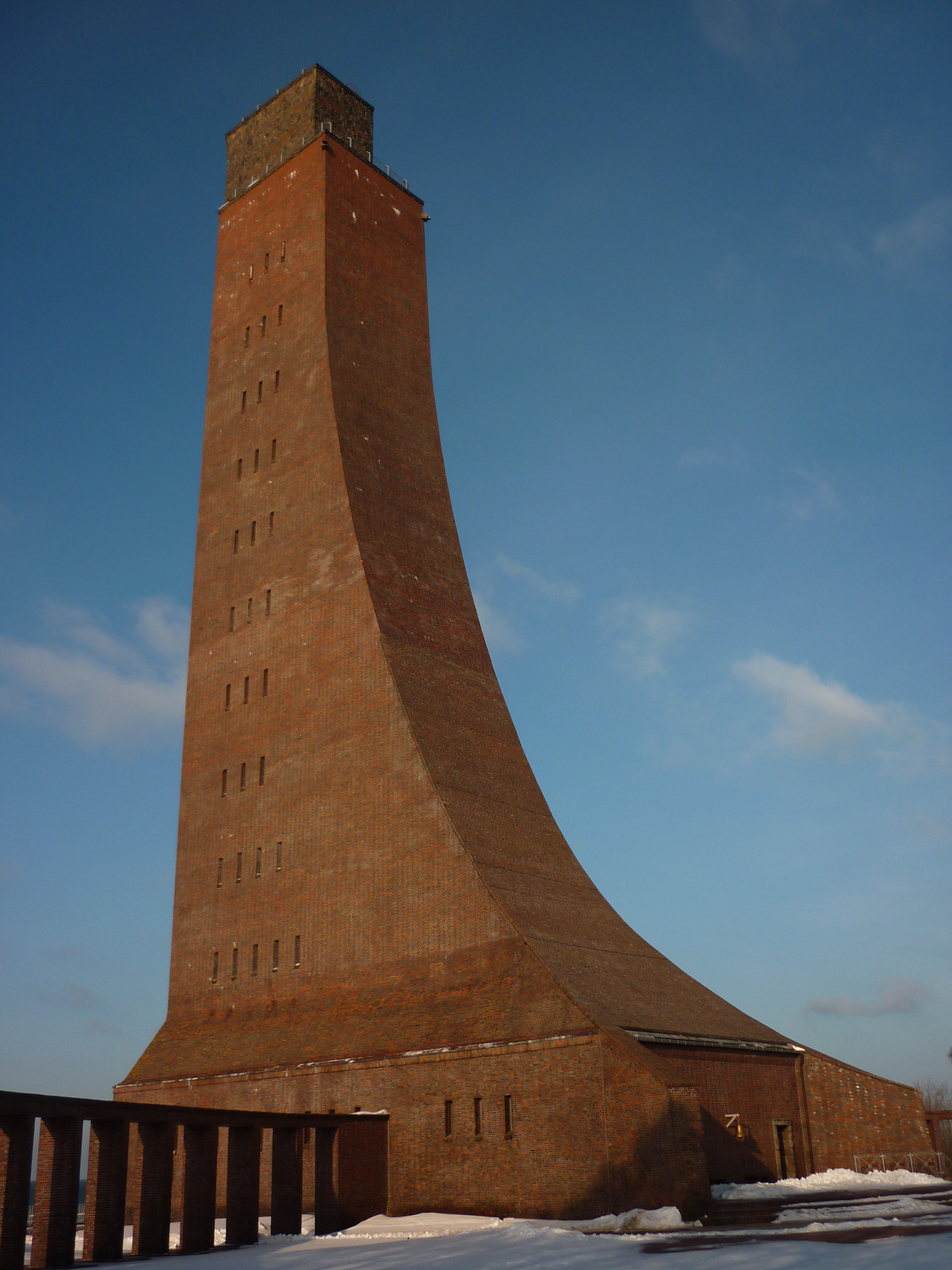
Aktuelle Ansicht

Das Marine-Ehrenmal Laboe ist als Gedenkstätte für die im Ersten Weltkrieg gefallenen deutschen Marinesoldaten errichtet worden. Später kam das Gedenken an die im Zweiten Weltkrieg gefallenen Angehörigen der Kriegsmarine hinzu. Seit der Übernahme durch den Deutschen Marinebund am 30. Mai 1954 erinnert das Ehrenmal an die auf See gebliebenen Seeleute aller Nationen und mahnt eine friedliche Seefahrt auf freien Meeren an.

Zusammen mit dem nahe gelegenen Museums-U-Boot U 995 zieht das Laboer Ehrenmal zahlreiche Besucher an – im Zeitraum von 1954 bis 2004 haben mehr als 14 Millionen Menschen das Denkmal besucht.

### Siegessäule

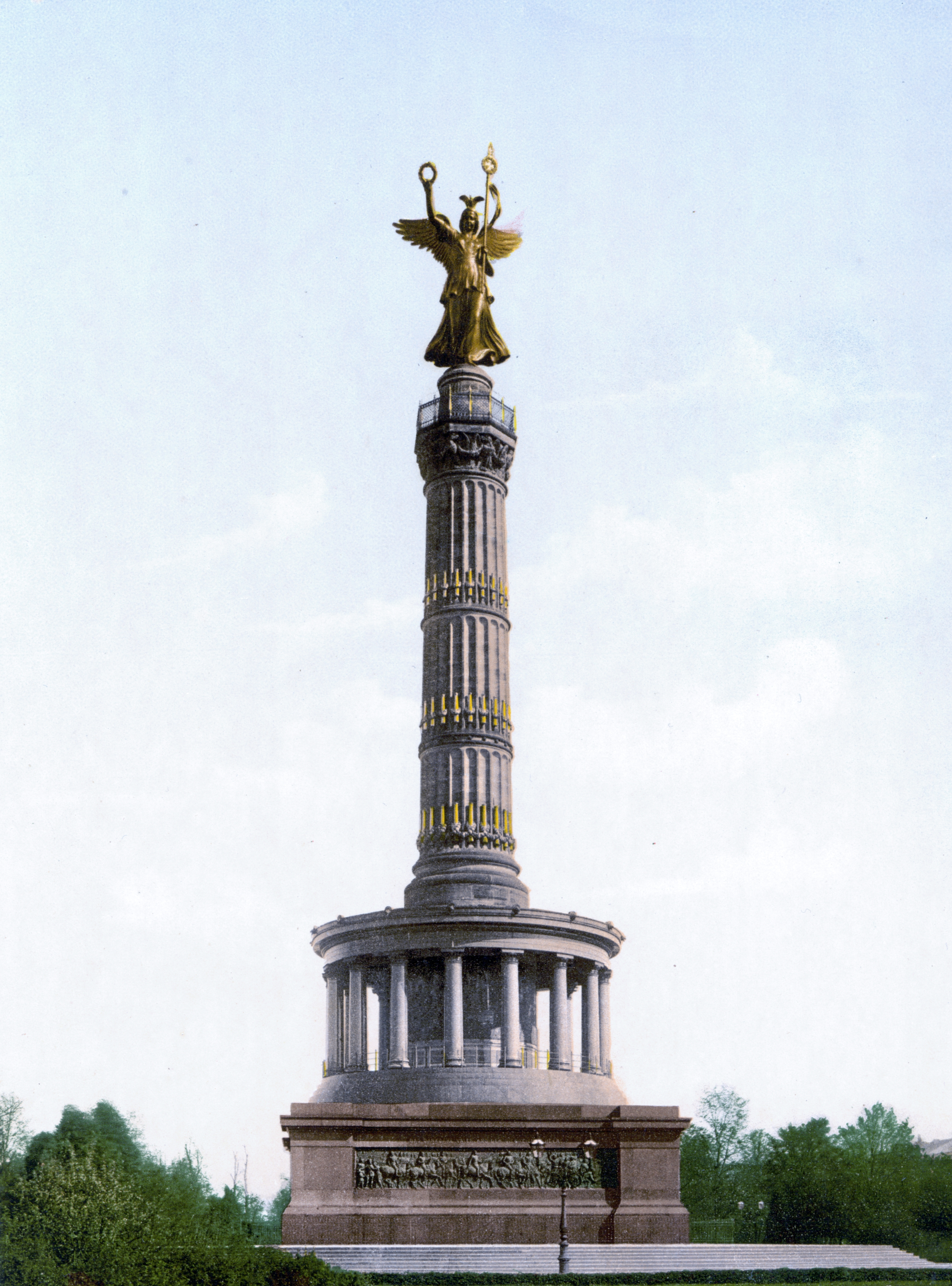
Ansicht um 1900

Die Siegessäule auf dem Großen Stern inmitten des Großen Tiergartens in Berlin wurde von 1864 bis 1873 als Nationaldenkmal der Einigungskriege nach einem Entwurf von Heinrich Strack erbaut.

Anlass zur Erbauung einer Siegessäule war der Sieg Preußens im Deutsch-Dänischen Krieg von 1864. Innerhalb weniger Jahre kamen zwei weitere siegreiche Kriege hinzu, der Deutsche Krieg 1866 gegen Österreich sowie der Deutsch-Französische Krieg 1870/1871. An diese drei Siege wurde durch ihre ursprünglich drei Segmente und die krönende Bronzeskulptur der Viktoria erinnert.

Eingeweiht wurde die Siegessäule zur Feier des Sedantages am 2. September 1873, des dritten Jahrestages der siegreichen Schlacht bei Sedan. 1938/1939 wurde die Säule im Zuge der Planungen Albert Speers zur Umgestaltung Berlins vom Königsplatz auf den heutigen Standort auf dem Großen Stern verschoben und um ein viertes Segment erhöht.

### Völkerschlachtdenkmal

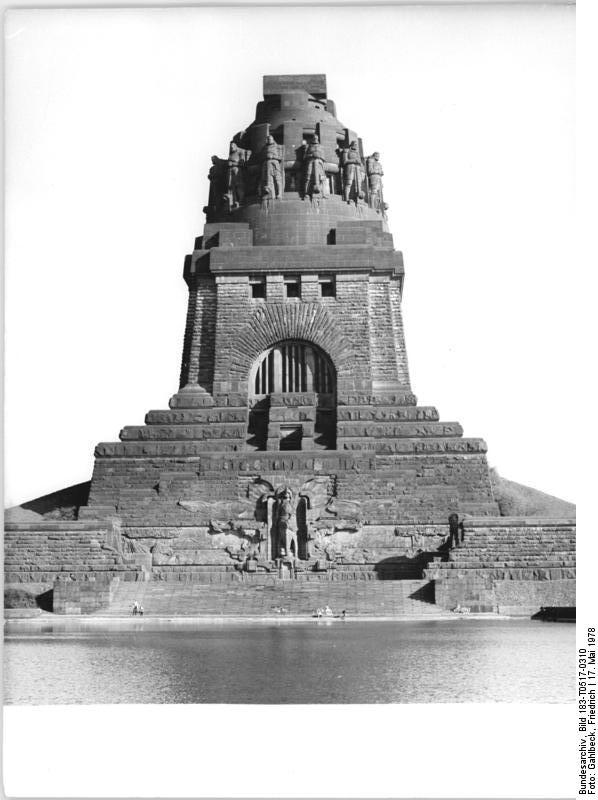
Ansicht von 1978

Das Völkerschlachtdenkmal wurde in Erinnerung an die Völkerschlacht bei Leipzig nach Entwürfen des Berliner Architekten Bruno Schmitz (1858–1916) errichtet und 1913 eingeweiht. Die plastischen Arbeiten wurden durch die Bildhauer Christian Behrens (1852–1905) und Franz Metzner (1870–1919) gestaltet.

Es ist das größte Denkmal Europas, damit noch höher als die Mutter Ukraine in Kiew und Mutter-Heimat-Statue in Wolgograd und eines der bekanntesten Wahrzeichen Leipzigs. Es bildet eine weithin sichtbare Landmarke mit markanter Silhouette. Heute ist es eine Außenstelle des Stadtgeschichtlichen Museums Leipzig.

### Wartburg

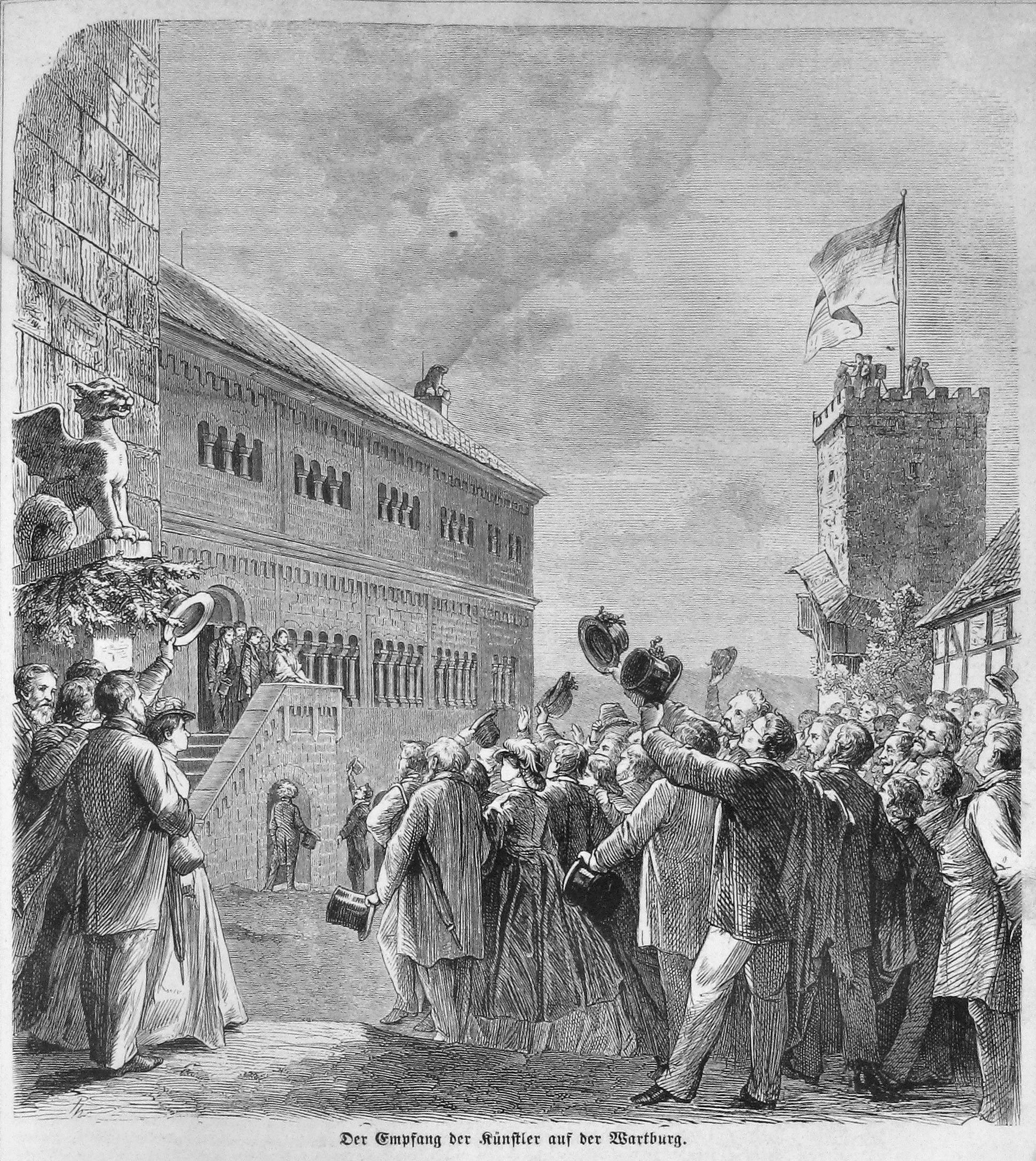
Ansicht von 1862

Die Wartburg ist eine Burg über der Stadt Eisenach, am nordwestlichen Ende des Thüringer Waldes gelegen. Sie wurde um 1067 von Ludwig dem Springer gegründet und gehört seit 1999 zum Weltkulturerbe.

Die heutige Wartburg ist größtenteils im 19. Jahrhundert unter Einbeziehung weniger erhaltener Teile neu gebaut worden. Das heutige Erscheinungsbild der Wartburg und ihres Landschaftsparks geht auf den Großherzog Carl Alexander von Sachsen-Weimar-Eisenach zurück.